# 萩原竜之介
萩原 竜之介（はぎわら りゅうのすけ、1999年4月17日 - ）は、東京都出身の日本の俳優。

## 出演作品
- テレビ朝日開局45周年記念スペシャルドラマ・弟 （2004年11月、テレビ朝日系列） - 石原裕次郎（幼少時代）役
- 熟年離婚 （2005年、テレビ朝日） 水谷健志 役
- ナンバMG5 第2話 - （2022年4月27日 - 、フジテレビ）